# Chiến tranh Đồng Minh
Từ tiếng Latinh bellum sociale, tức là một Cuộc chiến Đồng Minh (từ nguyên Socii (liên minh, đồng minh), nguyên gốc Bellum Sociale), còn được gọi là Chiến tranh bán đảo Ý hay chiến tranh giữa các Đồng minh hoặc là chiến tranh Marsi là một cuộc chiến diễn ra từ năm 91 trước 88 TCN, giữa Cộng hòa La Mã và nhiều thành phố thuộc địa tại bán đảo Italia. Mặc dù ngắn ngủi, nhưng cuộc chiến đã có ảnh hưởng quan trọng dẫn đến việc giải quyết các bất đồng quyền lợi giữa La Mã và các thành phố phụ thuộc ở bán đảo Rôma. Cuộc chiến này còn đánh dấu sự nổi lên của hai chính trị gia, tướng quân có ảnh hưởng lớn trong giai đoạn cuối của nền Cộng hòa La Mã là Gaius Marius và Lucius Cornelius Sulla.